# 6-Stunden-Rennen von Silverstone 2016

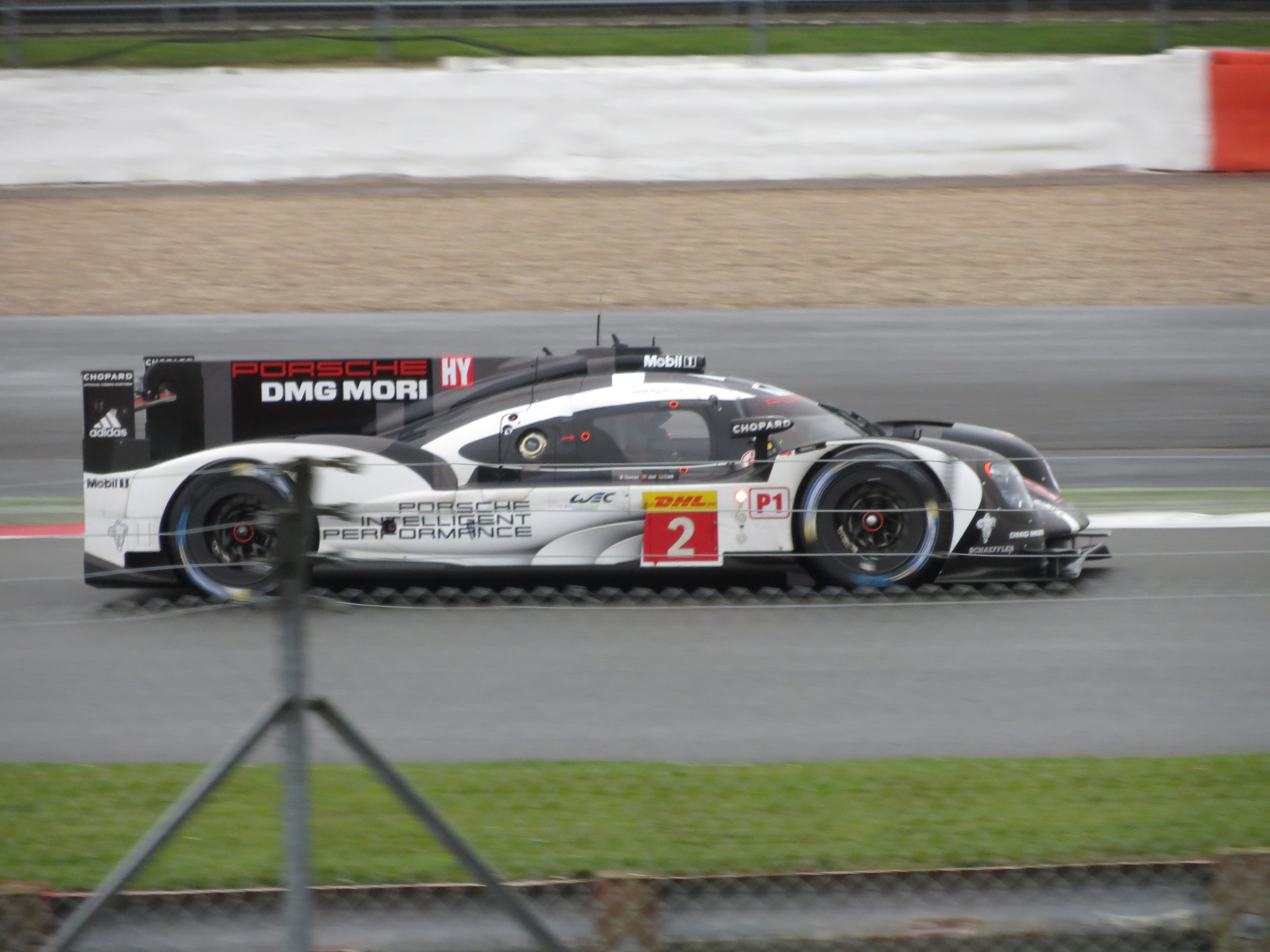
Porsche 919 Hybrid mit der Startnummer 2; Siegerwagen von Marc Lieb, Romain Dumas und Neel Jani

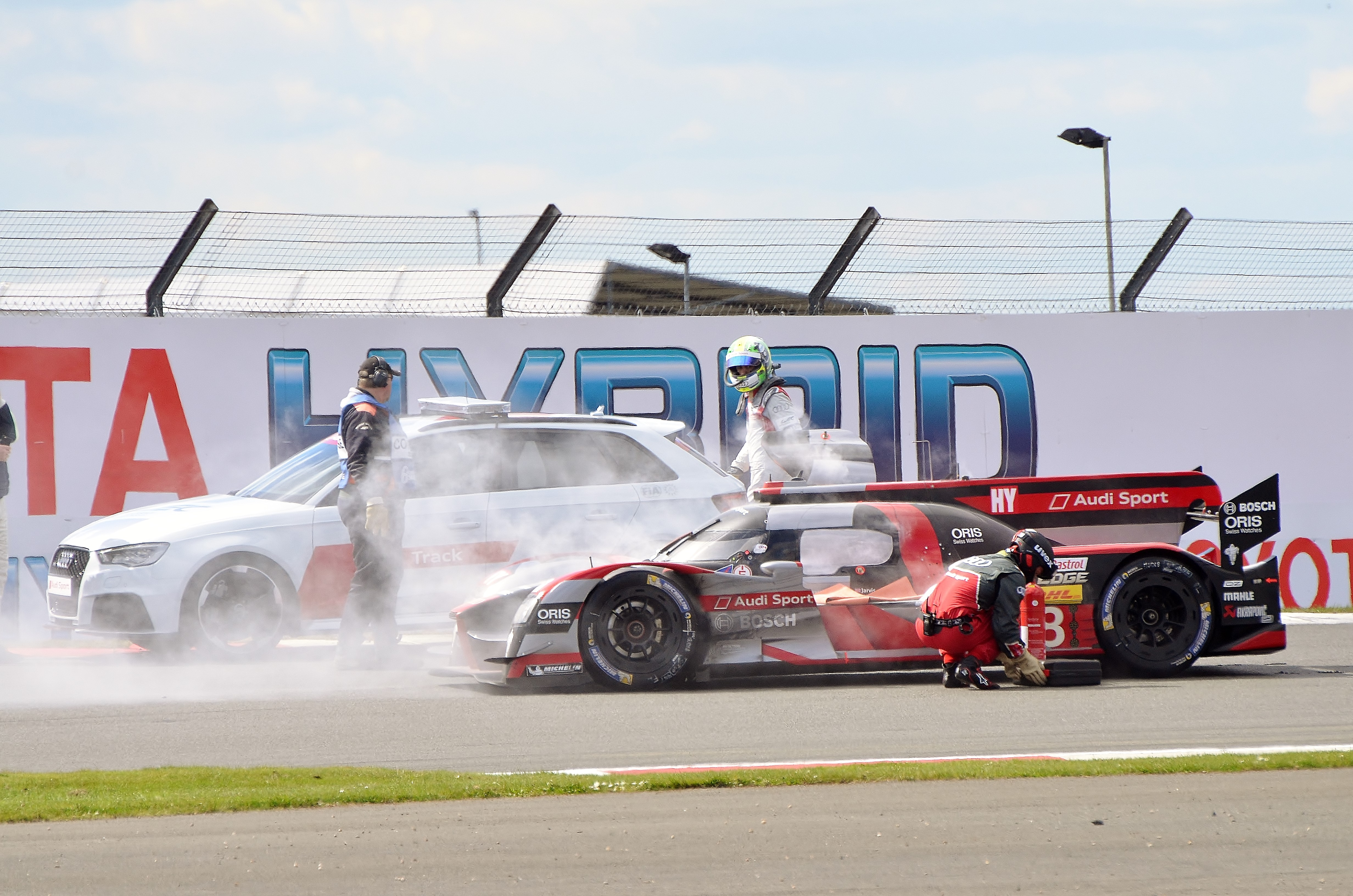
Lucas di Grassi neben dem ausgefallenen Audi R18 RP6

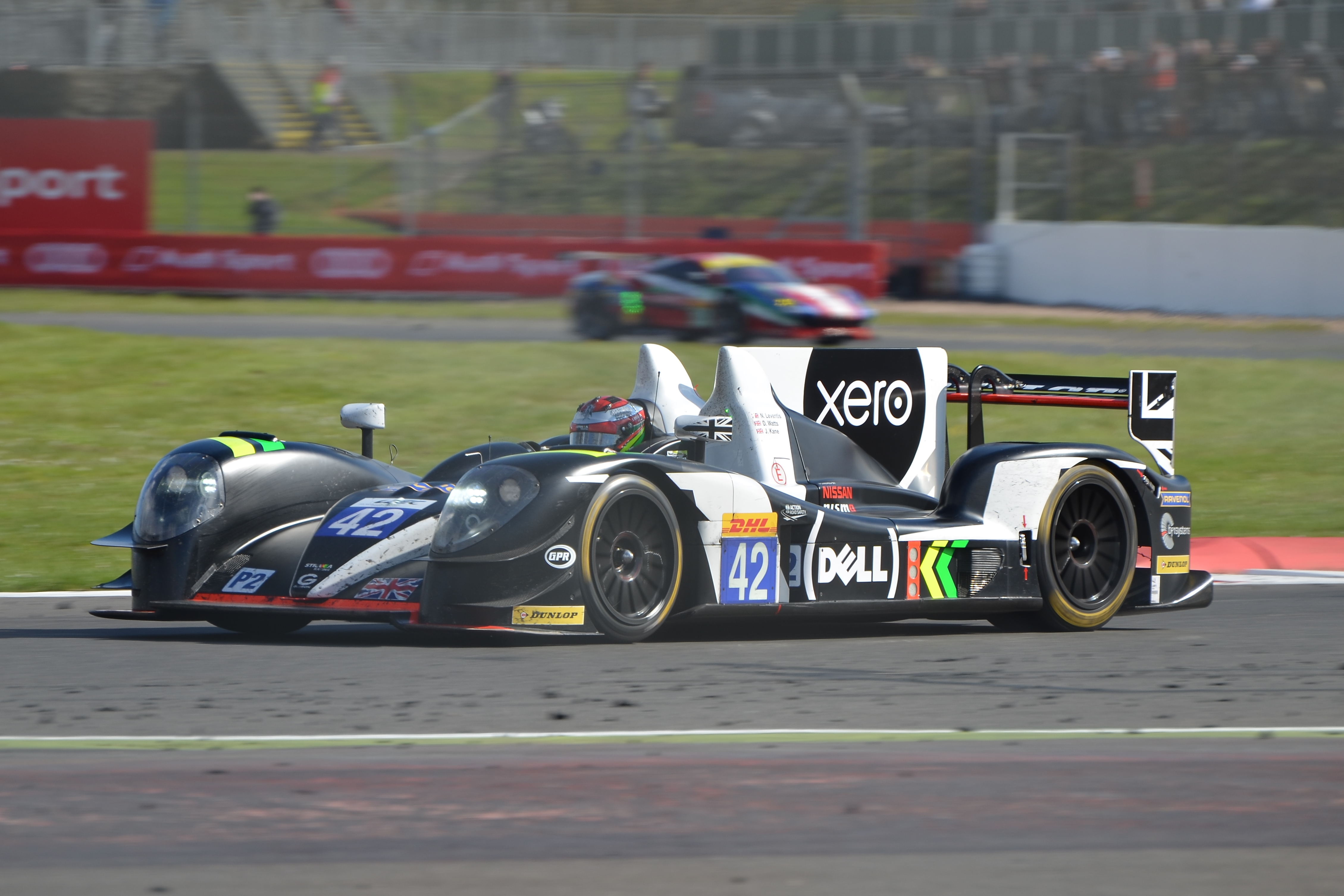
Der neuntplatzierte Gibson 015S von Jonny Kane, Nick Leventis und Danny Watts

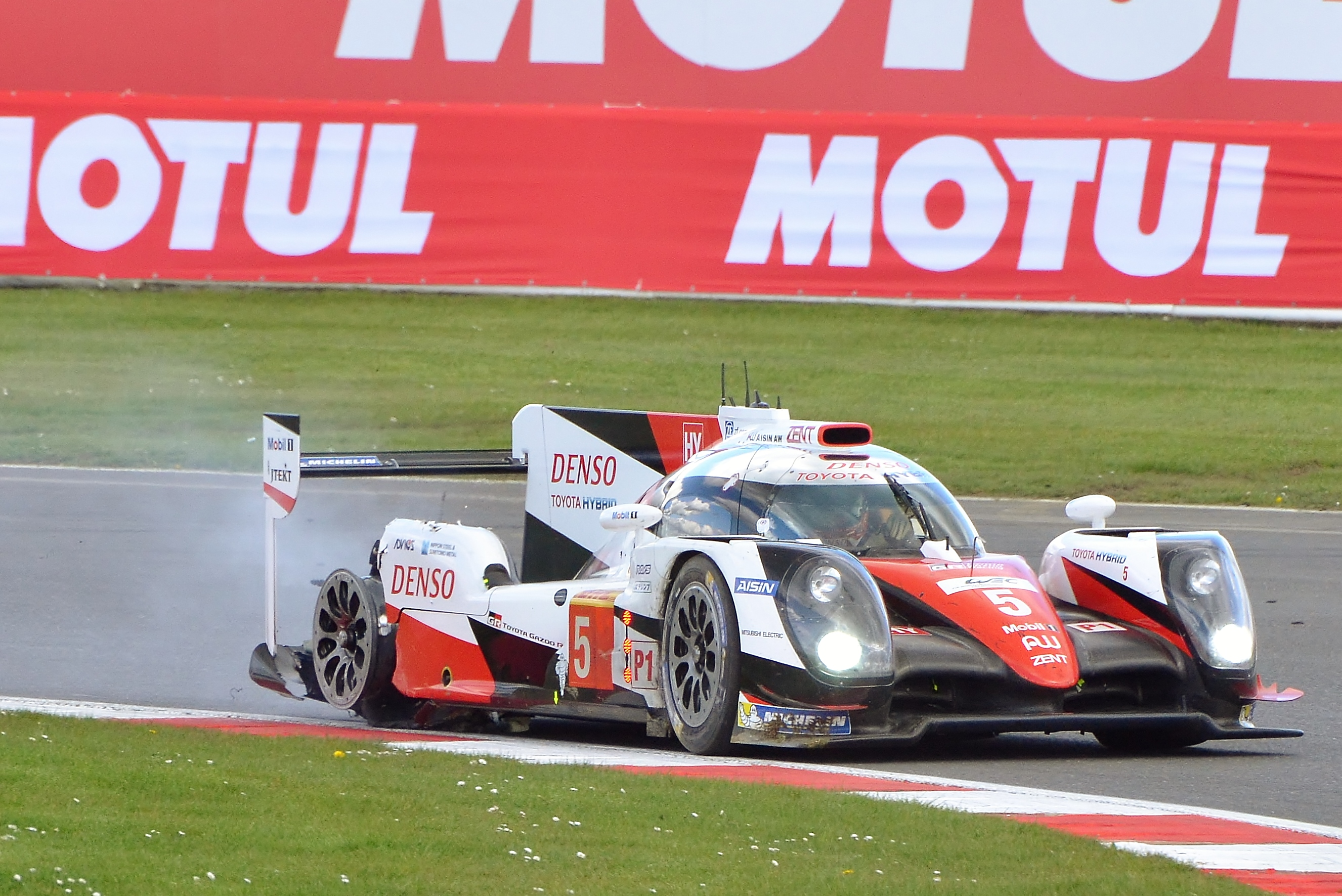
Reifenschaden rechts hinten beim Toyota TS050 Hybrid mit der Startnummer 5; am Steuer Kazuki Nakajima

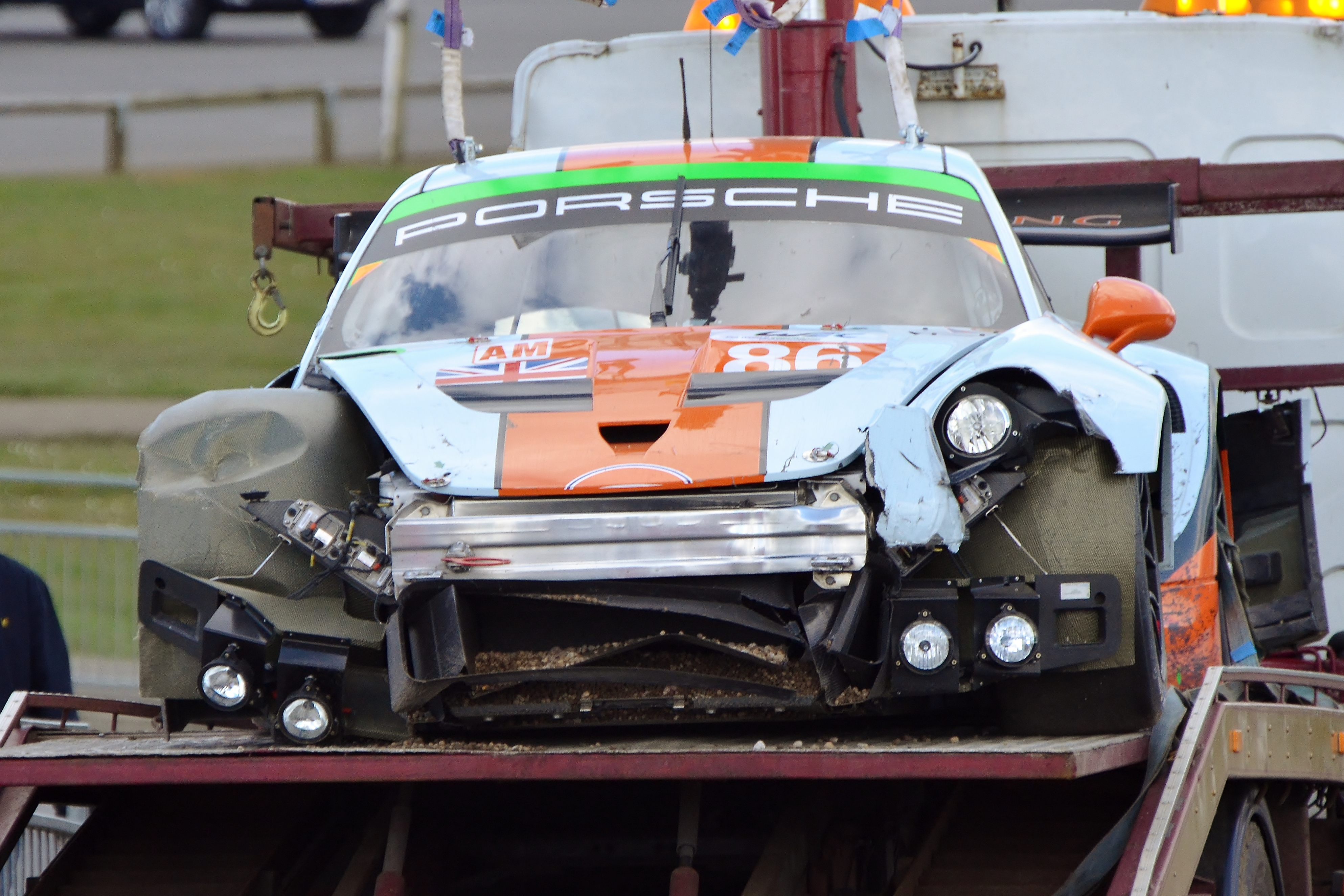
Der im Rennen früh verunfallte Gulf-Racing-Porsche 911 RSR

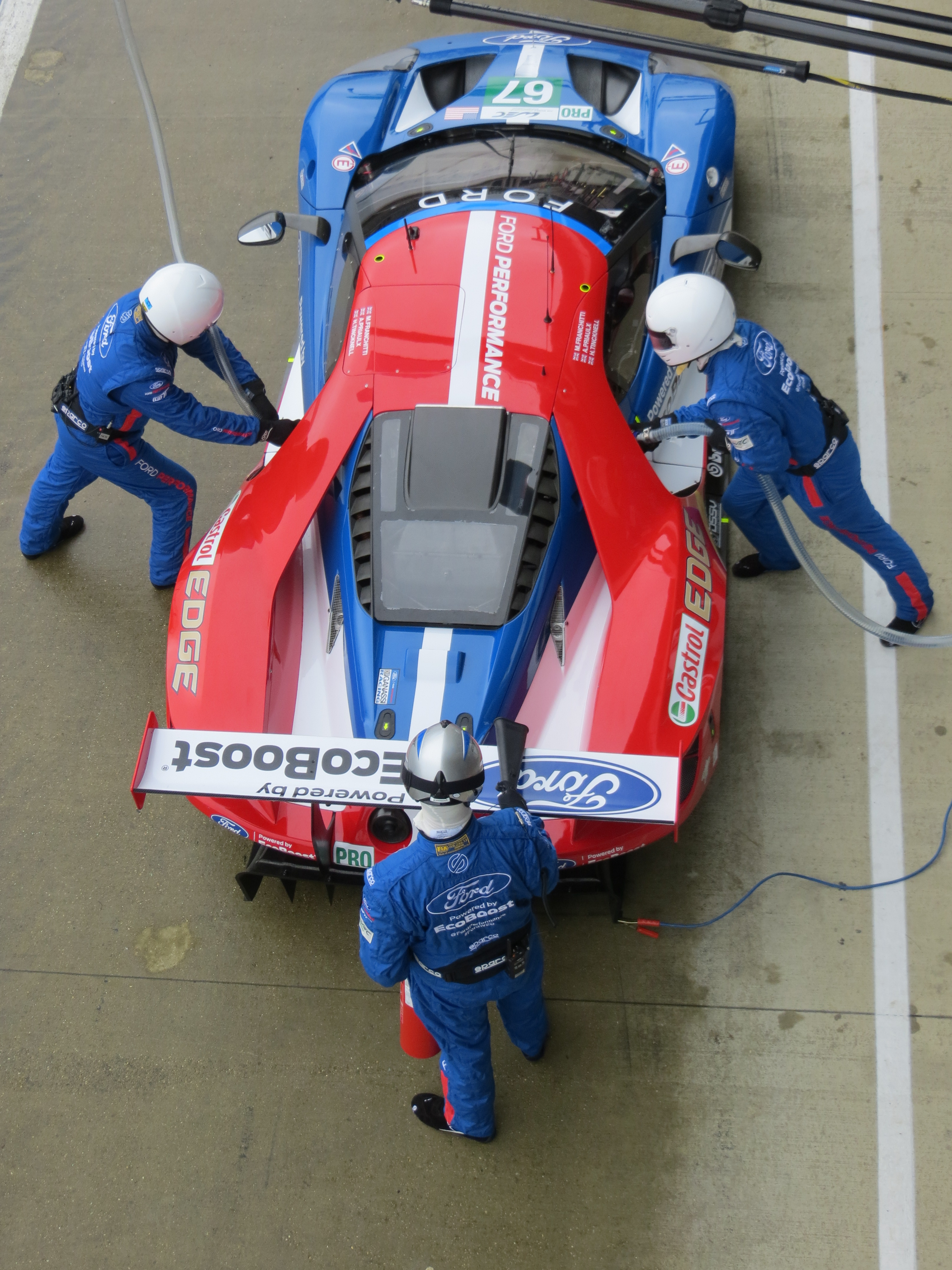
Boxenstopp beim Ford GT mit der Startnummer 67

Das 6-Stunden-Rennen von Silverstone 2016, auch RAC Tourist Trophy 2016, fand am 17. April auf dem Silverstone Circuit statt und war der erste Wertungslauf der FIA-Langstrecken-Weltmeisterschaft dieses Jahres.

## Vor dem Rennen
Das 6-Stunden-Rennen von Silverstone wurde im Dezember 2015 bei einem Treffen des FIA World Motor Sport Council in Paris als Teil der FIA-Langstrecken-Weltmeisterschaft 2016 bestätigt. Es war das erste von neun geplanten Langstreckenrennen der Saison und die fünfte Auflage der Veranstaltung im Rahmen der Meisterschaft.
Insgesamt 33 Autos wurden offiziell für die 6 Stunden von Silverstone gemeldet, wobei der Großteil der Einsendungen auf den Le Mans-Prototypen LMP1 und LMP2 entfiel. Der Rennsieger 2015, das Audi Sport Team Joest, kehrte zurück, um seinen Vorjahreserfolg zu verteidigen. Drei Hersteller, Porsche, Toyota und das Audi Sport Team Joest, waren in der LMP1 mit jeweils zwei Fahrzeugen vertreten. Rebellion Racing und ByKolles Racing waren die beiden Vertreter der LMP1-Privatteams. Der Super-Formula- und Super-GT-Fahrer James Rossiter kehrte im CLM P1/01 von ByKolles Racing in den Sportwagenrennsport zurück und ersetzte Pierre Kaffer, der in den ersten beiden Rennen der Saison andere Motorsportverpflichtungen hatte.
Der Formel-E-Champion von 2014–15 Nelson Piquet junior, löste Mathias Beche ab und saß in den ersten drei Saisonläufen zusammen mit seinen Rennkollegen Nick Heidfeld und Nicolas Prost im Rebellion R-One mit der Startnummer 12. Die LMP2-Klasse bestand aus 11 Fahrzeugen mit 32 Fahrern auf fünf verschiedenen Fahrgestelltypen. Manor feierte sein Debüt in der Serie mit einem Zwei-Wagen-Team und setzte Will Stevens, James Jakes und Tor Graves in einem und Matthew Rao, Richard Bradley sowie Roberto Merhi im zweiten Oreca 05 des Teams ein. David Markozov sollte im Auto Nr. 27 von SMP Racing teilnehmen, konnte aber aufgrund familiärer Probleme nicht starten.
Das Teilnehmerfeld in der LMGTE-Pro-Klasse bestand aus den vier Herstellern Aston Martin, Ford, Ferrari und Porsche, während bei de LMGTE-Ams sechs Teams an den Start gingen: Aston Martin Racing, AF Corse, KCMG, Larbre Compétition, Abu Dhabi-Proton Racing und Gulf Racing. Ford Chip Ganassi Racing nahm an der Serie teil und setzte zwei Ford GT-Fahrzeuge ein, die von Andy Priaulx/Marino Franchitti/Harry Tincknell in der Startnummer 67 und Olivier Pla/Stefan Mücke/Billy Johnson am Steuer der Startnummer 66 gefahren wurden. Patrick Long engagierte sich am Pirelli World Challenge-Event auf den Straßen von Long Beach und wurde durch Klaus Bachler im Porsche 911 RSR Nr. 88 von Abu Dhabi-Proton Racing ersetzt, der sich den Stammfahrern des Teams, David Heinemeier Hansson und Khaled Al Qubaisi, anschloss. Gulf Racing hatte seinen ersten Auftritt in der Serie mit dem A1-Grand-Prix-Fahrer von 2008/09, Adam Carroll, dem Porsche-Supercup-Podiumsplatzierten Ben Barker und dem Mitbegründer des Teams, Mike Wainwright.

## Das Rennen

### Training und Qualifikation
Vor dem Rennen am Sonntag waren drei Trainingseinheiten geplant – jeweils eine 90-minütige Sitzung am Freitagmorgen und -nachmittag und eine dritte einstündige Sitzung am Samstagmorgen. Die erste Sitzung fand auf einer nassen Strecke statt, da es am frühen Morgen geregnet hatte, und die Rundenzeiten verkürzten sich im Laufe der 90-Minuten-Phase aufgrund der Austrocknung der Strecke. Es wurden keine Vorfälle gemeldet. Timo Bernhard im Porsche 919 Hybrid mit der Startnummer führte das Training in den letzten Minuten mit einer Rundenzeit von 1:42,182 Minuten an und war damit acht Zehntelsekunden schneller als Marc Lieb im Schwesterauto. René Rast Oreca 05 von G-Drive Racing führte die LMP2-Klasse mit einer schnellsten Runde von 1:51,617 Minuten an, die in den letzten 15 Minuten der Session gefahren wurde. Der von Gianmaria Bruni gefahrene AF Corse-Ferrari 488 GTE (#51) war das schnellste in der LMGTE-Pro, während Rui Águas in einem weiteren Ferrari die schnellste Zeit der LMGTE-Am erzielte. Im zweiten Training, das die meiste Zeit der 90 Minuten bei trockenem Wetter stattfand und in der Schlussphase nass wurde, als es regnete, fuhr Brendon Hartley im Porsche mit der Nummer 1 eine frühe Rundenzeit von 1:39,655 Minuten, was für den Rest der Sitzung die schnellste Zeit blieb. Er war 1,6 Sekunden schneller als Romain Dumas im Porsche mit der Nummer 2, der wiederum zwei Zehntelsekunden schneller war als Loïc Duval im Audi R18 RP6. Gustavo Menezes im Signatech-Alpine A460 war der schnellste Fahrer in der LMP2.
Das dritte und letzte Training begann mit einem morgendlichen Graupelschauer und Anthony Davidson im Toyota TS050 Hybrid kam in der Luffield-Kurve von der Rennstrecke ab. Später kam Davidson bei Aquaplaning erneut in Schwierigkeiten ab und landete im Kiesbett der Chapel-Ecke. Die Sitzung wurde unterbrochen, damit der angeschlagene Toyota aus dem Kiesbett geborgen werden konnte. Mithilfe eines Bergungskrans konnte er in die Boxengasse zurückkehren, sodass der Renneinsatz auf der Strecke wieder aufgenommen werden konnte. Der Schneeregen verwandelte sich später in Schnee, sodass die Streckenleitung die Sitzung zum zweiten Mal abbrechen musste. Fahrerberater Yannick Dalmas wurde gebeten, den Zustand der Strecke während der Unterbrechung zu beurteilen und gab Feedback, das dazu führte, dass die Sitzung eine halbe Stunde vor Schluss vorzeitig beendet wurde.
Die Qualifikationssitzung am späten Nachmittag des Samstag fand in zwei Gruppen mit einer Dauer von jeweils 25 Minuten statt Zuerst fuhren die Autos der Klassen LMGTE-Pro und AM und nach einer fünfminütigen Pause die LMP1- und LMP2-Fahrzeuge. Alle Wagen mussten von zwei Teilnehmern zu jeweils eine gezeitete Runde gefahren werden und die Startreihenfolge wurde anhand der schnellsten Durchschnittszeiten der Teilnehmer bestimmt. Der schnellste Qualifikant erhielt einen Punkt, der zur Fahrer- und Herstellermeisterschaft zählte. Die Sitzung begann auf nasser Strecke, die jedoch im Laufe der Zeit auftrocknete. André Lotterer und Marcel Fässler sicherten sich im Audi Nr. 7 mit einer durchschnittlichen Rundenzeit von 1:53,204 Minuten die erste Pole-Position der Saison und die erste des Teams seit dem 6-Stunden-Rennen von Fuji 2013. Damit endete auch Porsches-Serie von elf Pole-Positions in Folge, die bis zum 6-Stunden-Rennen von Shanghai 2014 zurückreichte. Lucas di Grassi fuhr gegen Ende des Trainings die schnellste Zeit im Qualifying, kam jedoch in Richtung Vale-Kurve von der Strecke ab, während er versuchte, schneller zu werden. Er geriet ins Kiesbett der Kurve was ihn daran hinderte, die Pole-Position zu erreichen. Die beiden Porsche-Fahrzeuge belegten die Plätze drei und vier (das Fahrzeug Nr. 1 vor der Nr. 2). Hartley wurde in seiner letzten gezeiteten Runde durch langsameren Verkehr aufgehalten und glaubte, er hätte seine Zeit verbessern können. Die Toyota-Teilnehmer verfügten über ungeeignete Fahrzeugsteuerungseinstellungen und ein anderes Fahrzeug-Setup, sodass sie sich nur in der dritten Startreihe qualifizieren konnten. Oliver Webb und Rossiter im ByKolles Racing-CLM P1/01 und die beiden Rebellion Racing-Wagen komplettierten das LMP1-Feld.
In der LMP2-Klasse nutzte René Rast Intermediate-Reifen, bevor er einen Boxenstopp einlegte um auf Regenreifen zu wechseln, und fuhr eine Rundenzeit von 2:07,374 Minuten was ihm und seinem Teamkollegen Roman Rusinov eine Durchschnittszeit von 2:08,479 Minuten brachte. Die beiden Fahrer waren 1,1 Sekunden schneller als der Zweitplatzierte der Klasse, der Nr. 31 Extreme Speed Motorsports Ligier JS P2 von Pipo Derani und Chris Cumming. Derani fuhr die schnellste Einzelrunde der Kategorie und war 0,059 Sekunden schneller als Rast. Das RGR Sport-Team Nr. 43 qualifizierte sich als Dritter.[14] Sam Bird und Davide Rigon, die im Ferrari mit der Startnummer 71 an den Start gingen, waren die schnellsten LMGTE-Pro-Fahrer mit einer Durchschnittszeit von 2:12,440 Minuten. Sie qualifizierten sich 1,3 Sekunden vor Richard Lietz und Michael Christensen im Porsche 911 RSR von Dempsey-Proton Racing. Mücke und Pla belegten im Auto Nr. 66 von Ford Chip Ganassi Racing den dritten Platz, obwohl Pla spät in der Session ins Kiesbett der Stowe-Kurve fuhr. Klaus Bachler und Khaled Al Qubaisi holten sich die Pole-Position im LMGTE Am, ihrem ersten in der Serie.

### Der Rennverlauf
Die Wetterbedingungen zu Beginn der Veranstaltung waren trocken und sonnig. Obwohl erwartet wurde, dass die Bedingungen während des gesamten Rennens konstant blieben, wurde die Möglichkeit eines späten Regenschauers prognostiziert. 52.000 Zuschauer besuchten das Rennen, das um 12:00 Uhr britischer Sommerzeit (UTC+01:00) vom Schauspieler Patrick Dempsey, der die Ehre hatte die grüne Flagge zu schwenken, gestartet.
Der Audi mit der Nummer 7 gefahren von André Lotterer führte in der ersten Runde, verlor danach die Führung an Mark Webber im Porsche, der auf bis zum ersten planmäßigen Boxenstopp an der Spitze fuhr. Sein Teamkollege Brendon Hartley blieb Erster, bis er nach einer Kollision mit GTE-Am-Porsche von Mike Wainwright ausschied. Hartley fuhr im Farm Corner an der Außenseite an Wainwright vorbei, als der rechte vordere Teil seines Porsche Wainwrights Wagen inks hinten traf. Beide Autos kamen von der Strecke ab, rutschten über das Kiesbett in die Absperrungen. Sowohl Hartley als auch Wainwright schieden aus und lösten gelbe Flaggen auf der gesamten Strecke aus, damit die Autos entfernt werden konnten. Der Vorfall ermöglichte es Neel Jani, die Führung zu übernehmen. Der zweite Audi von Lucas di Grassi blieb kurz darauf aufgrund eines Problems mit der Motor-Generator-Einheit im Farm Corner stehen. Den Mechanikern seines Teams wurde gestattet, sich um den Audi zu kümmern und löschten den aus seinem Auto aufsteigenden Rauch mit einem Feuerlöscher. Der nächste Führende war Benoît Tréluyer im Audi, der Marc Lieb im Porsche kurz vor der Maggots-Kurve überholte und auf der Hangar-Geraden davon fuhr. René Rast blieb am Eingangs derselben Kurve wegen eines Druckausfalls in der Kraftstoffpumpe stehen, was dazu führte, dass er die LMP2-Führung an Danny Watts verlor, nach einem Reset der Elektronik aber weiterfahren konnte.
Eine weitere Runde von Boxenstopps unter grüner Flagge begann nach drei Stunden und acht Minuten, wobei Tréluyer als erster der Führenden anhielt und beide Toyota-Autos zwei Minuten später folgten. Das Safety-Car kam zum Einsatz eingesetzt, als bei Kazuki Nakajimas Toyota der rechte Vorderreifen auf der Wellington-Geraden nach einem Kontakt mit einem LMGTE-Auto kaputt ging und Trümmer der Karosserie auf der Strecke verstreut wurden. Nakajima fuhr an der Brooklands-Kurve an den Straßenrand und blieb stehen. Die Streckenposten mussten Trümmer auf der Strecke beseitigen. Das Safety-Car fuhr 12 Minuten später in die Boxengasse und das Rennen wurde fortgesetzt, wobei Tréluyer auf dem ersten und Lieb auf dem zweiten Platz blieb. Tréluyer setzte sich von ihm ab und der Audi Nr. 7 behielt den größten Teil des restlichen Rennens seinen Vorsprung gegenüber dem Porsche Nr. 2 und beendete das Rennen als Erster.
Kurz nach dem Rennen wurde der Audi disqualifiziert, als die Technischen Kommissare feststellten, dass der vordere Teil des Unterbodens des Wagens um mehr als den zulässigen Wert von 5 Millimetern (0,20 Zoll) abgenutzt war. Das Team bot den Stewards eine Erklärung zu diesem Problem an, die jedoch abgelehnt wurde. Audi kündigte bereits am 18. April an, gegen die Entscheidung Berufung einzulegen. Drei Tage später entschied sich das Team, die Berufung zurückzuziehen, nachdem sich bei der Analyse des Problems herausstellte, dass das Auto unerwarteten vertikalen Bewegungen ausgesetzt war. Wolfgang Ullrich, der Leiter von Audi Sport, sagte die Entscheidung sei im besten Interesse der Meisterschaft getroffen worden und er hoffe, dass die verbleibenden Rennen der Saison genauso „ähnlich spannend wie der Saisonauftakt“ werden würden. Die Disqualifikation des Audi Nr. 7 bedeutete, dass Marc Lieb, Neel Jani und Romain Dumas ihren ersten Saisonsieg holten, während Stéphane Sarrazin, Mike Conway und Kamui Kobayashi Rang 2 erreichten. Die Startnummer 13 von Rebellion Racing, gefahren von Dominik Kraihamer, Alexandre Imperatori und Mathéo Tuscher erbten den dritten Platz, den ersten Podiumsplatz des Teams in der Serie seit dem 6-Stunden-Rennen von Fuji 2013.
Die LMP2-Klasse gewann der Ligier JS P2 von RGR Sport by Morand. Fahrer waren Bruno Senna, Filipe Albuquerque und Ricardo González. Senna übernahm in der Schlussphase der Veranstaltung die Führung und bescherte ihm und Albuquerque ihren ersten Klassensieg in der Langstrecken-Weltmeisterschaft sowie den vierten für González. Sam Bird und Davide Rigon im AF Corse Ferrari Nr. 71 blieben während des gesamten Rennens unangefochten und holten sich den Sieg in der LMGTE Pro-Klasse vor ihren Teamkollegen Gianmaria Bruni und James Calado im Schwester-Ferrari, die nach dem Qualifying eine dreiminütige Stop-and-Go-Strafe wegen eines Motorwechsels verbüßten. Die LMGTE Am-Klasse wurde in der Schlussphase von François Perrodo, Emmanuel Collard und Rui Águas angeführt, die ihr erstes Rennen der Saison im Ferrari Nr. 83 AF Corse mit einer Runde Vorsprung vor dem zweitplatzierten Aston Martin Nr. 98 von Paul Dalla Lana, Mathias Lauda und Pedro Lamy gewannen.

## Ergebnisse

### Schlussklassement
| 1               | LMP1      | 2  | Porsche Team              | Marc Lieb Romain Dumas Neel Jani                         | Porsche 919 Hybrid       | 194 |
| 2               | LMP1      | 6  | Toyota Gazoo Racing       | Stéphane Sarrazin Mike Conway Kamui Kobayashi            | Toyota TS050 Hybrid      | 193 |
| 3               | LMP1      | 13 | Rebellion Racing          | Dominik Kraihamer Alexandre Imperatori Mathéo Tuscher    | Rebellion R-One          | 183 |
| 4               | LMP1      | 12 | Rebellion Racing          | Nicolas Prost Nick Heidfeld Nelson Piquet junior         | Rebellion R-One          | 181 |
| 5               | LMP2      | 43 | RGR Sport by Morand       | Ricardo González Filipe Albuquerque Bruno Senna          | Ligier JS P2             | 179 |
| 6               | LMP2      | 31 | Extreme Speed Motorsports | Ryan Dalziel Christopher Cumming Luís Felipe Derani      | Ligier JS P2             | 179 |
| 7               | LMP2      | 26 | G-Drive Racing            | Roman Rusinov Nathanaël Berthon René Rast                | Oreca 05                 | 179 |
| 8               | LMP2      | 36 | Signatech Alpine          | Nicolas Lapierre Gustavo Menezes Stéphane Richelmi       | Alpine A460              | 178 |
| 9               | LMP2      | 42 | Strakka Racing            | Nick Leventis Jonny Kane Danny Watts                     | Gibson 015S              | 177 |
| 10              | LMP2      | 45 | Manor                     | Matthew Rao Richard Bradley Roberto Merhi                | Oreca 05                 | 177 |
| 11              | LMP2      | 35 | Baxi DC Racing            | David Cheng Ho-Pin Tung Nelson Panciatici                | Alpine A460              | 176 |
| 12              | LMP2      | 37 | SMP Racing                | Vitaly Petrov Viktor Shaytar Kirill Ladygin              | BR Engineering BR01      | 176 |
| 13              | LMP2      | 30 | Extreme Speed Motorsports | Scott Sharp Ed Brown Johannes van Overbeek               | Ligier JS P2             | 175 |
| 14              | LMP1      | 4  | ByKolles Racing Team      | Simon Trummer James Rossiter Oliver Webb                 | CLM P1/01                | 172 |
| 15              | LMP2      | 27 | SMP Racing                | Nicolas Minassian Maurizio Mediani                       | BR Engineering BR01      | 171 |
| 16              | LMP1      | 5  | Toyota Gazoo Racing       | Anthony Davidson Sébastien Buemi Kazuki Nakajima         | Toyota TS050 Hybrid      | 170 |
| 17              | LMGTE Pro | 71 | AF Corse                  | Davide Rigon Sam Bird                                    | Ferrari 488 GTE          | 167 |
| 18              | LMGTE Pro | 51 | AF Corse                  | Gianmaria Bruni James Calado                             | Ferrari 488 GTE          | 166 |
| 19              | LMGTE Pro | 95 | Aston Martin Racing       | Nicki Thiim Marco Sørensen Darren Turner                 | Aston Martin Vantage GTE | 166 |
| 20              | LMGTE Pro | 67 | Ford Chip Ganassi Team UK | Andy Priaulx Marino Franchitti Harry Tincknell           | Ford GT                  | 165 |
| 21              | LMGTE Pro | 66 | Ford Chip Ganassi Team UK | Olivier Pla Stefan Mücke Billy Johnson                   | Ford GT                  | 165 |
| 22              | LMGTE Am  | 83 | AF Corse                  | François Perrodo Emmanuel Collard Rui Águas              | Ferrari 458 Italia GT2   | 163 |
| 23              | LMGTE Am  | 98 | Aston Martin Racing       | Paul Dalla Lana Pedro Lamy Mathias Lauda                 | Aston Martin Vantage GTE | 162 |
| 24              | LMGTE Am  | 50 | Larbre Compétition        | Yutaka Yamagishi Paolo Ruberti Pierre Ragues             | Chevrolet Corvette C7.R  | 161 |
| 25              | LMGTE Pro | 77 | Dempsey-Proton Racing     | Richard Lietz Michael Christensen                        | Porsche 911 RSR          | 154 |
| 26              | LMGTE Am  | 78 | KCMG                      | Christian Ried Wolf Henzler Joël Camathias               | Porsche 911 RSR          | 154 |
| 27              | LMGTE Am  | 88 | Abu Dhabi-Proton Racing   | Khaled Al Qubaisi Klaus Bachler David Heinemeier Hansson | Porsche 911 RSR          | 153 |
| Disqualifiziert |           |    |                           |                                                          |                          |     |
| 28              | LMP1      | 7  | Audi Sport Team Joest     | André Lotterer Marcel Fässler Benoît Tréluyer            | Audi R18 RP6             | 194 |
| Ausgefallen     |           |    |                           |                                                          |                          |     |
| 29              | LMGTE Pro | 97 | Aston Martin Racing       | Fernando Rees Richie Stanaway                            | Aston Martin Vantage GTE | 151 |
| 30              | LMP2      | 44 | Manor                     | Tor Graves James Jakes Will Stevens                      | Oreca 05                 | 129 |
| 31              | LMP1      | 1  | Porsche Team              | Timo Bernhard Brendon Hartley Mark Webber                | Porsche 919 Hybrid       | 70  |
| 32              | LMP1      | 8  | Audi Sport Team Joest     | Loïc Duval Lucas di Grassi Oliver Jarvis                 | Audi R18 RP6             | 69  |
| 33              | LMGTE Am  | 86 | Gulf Racing               | Mike Wainwright Adam Carroll Ben Barker                  | Porsche 911 RSR          | 56  |

### Nur in der Meldeliste
Zu diesem Rennen sind keine weiteren Meldungen bekannt.

### Klassensieger
| Klasse    | Fahrer           | Fahrer             | Fahrer      | Fahrzeug               | Platzierung im Gesamtklassement |
| --------- | ---------------- | ------------------ | ----------- | ---------------------- | ------------------------------- |
| LMP1      | Marc Lieb        | Romain Dumas       | Neel Jani   | Porsche 919 Hybrid     | Gesamtsieg                      |
| LMP2      | Ricardo González | Filipe Albuquerque | Bruno Senna | Ligier JS P2           | Rang 5                          |
| LMGTE Pro | Davide Rigon     | Sam Bird           |             | Ferrari 488 GTE        | Rang 17                         |
| LMGTE Am  | François Perrodo | Emmanuel Collard   | Rui Águas   | Ferrari 458 Italia GT2 | Rang 22                         |

### Renndaten
- Gemeldet: 33
- Gestartet: 33
- Gewertet: 27
- Rennklassen: 4
- Zuschauer: 52.000
- Wetter am Rennwochenende: kalt und nass
- Streckenlänge: 5,901 km
- Fahrzeit des Siegerteams: 6:01:53.028 Stunden
- Runden des Siegerteams: 194
- Distanz des Siegerteams: 1144,790 km
- Siegerschnitt: 189,800 km/h
- Pole Position: André Lotterer/Marcel Fässler – Audi R18 RP6 (#7) – 1:53,201
- Schnellste Rennrunde: Neel Jani – Porsche 919 Hybrid (#2) – 1:40,303 = 211,800 km/h
- Rennserie: 1. Lauf zur FIA-Langstrecken-Weltmeisterschaft 2016